# Арчибальд, Джордж Уильям
Джордж Уиллиам Арчибальд (род. 13 июля 1946 года, Нью-Гласгоу, Новая Шотландия) — канадский орнитолог, специализируется на журавлиных. Сооснователь International Crane Foundation, которую возглавлял с 1973 по 2000. Получил степень бакалавра в университете Дэлхаузи, степень доктора наук в Корнеллском университете. В 2006 году получил вручаемый раз в два года приз зоопарка Индианаполиса. С 15 августа 1981 года состоит в браке с Киоко Мацумото. Посещал Кубу, Россию, Афганистан, корейскую демилитаризованную зону.

## Награды
- В 1984 году получил стипендию Мак-Артура за свою работу с журавлиными.
- Введен в Global 500 Roll of Honour (относится к Программе ООН по охране окружающей среды)
- В 2012 году получил Орден Канады.